# Boban Lazić
Boban Lazić (Woerden, 29 januari 1994) is een Nederlands voetballer van Bosnisch-Servische afkomst die als links- en als rechtsbuiten uit de voeten kan.

## Clubcarrière

### AFC Ajax
Lazić speelde in de jeugd bij Rohda '76 en SV ARC voor hij in 2004 werd opgenomen in de opleiding van Ajax. Hij tekende in mei 2012 een contract tot en met 30 juni 2015 bij de club. Tijdens de voorbereiding op het seizoen 2013/14 mocht hij enkele malen meetrainen met Ajax 1. Ook speelde hij mee in enkele oefenwedstrijden.
Lazić sloot gedurende het seizoen 2013/14 aan bij de selectie van Jong Ajax, dat net was toegetreden tot de Jupiler League. Hij debuteerde op 17 augustus 2013 in het betaald voetbal. Die dag speelde hij met Jong Ajax een met 1-0 verloren competitiewedstrijd tegen MVV Maastricht. Tijdens zijn tweede competitiewedstrijd, op 30 augustus 2013 thuis tegen Jong FC Twente, scoorde Lazic in de 65e minuut zijn eerste doelpunt voor Jong Ajax. De wedstrijd werd met 2-1 gewonnen.
Lazić trainde eind januari 2014 drie dagen mee met Stade Rennais. Deze driedaagse stage liep op niets uit omdat hij de verdedigende speelstijl van Rennais niet zag zitten. Hij zou pleiten voor een meer aanvallende speelstijl. Ajax maakte op 31 januari 2014 bekend dat het een overeenkomst had bereikt met Lazić over een directe ontbinding van zijn contract.

### Olympiakos Piraeus
Na zijn contractontbinding bij Ajax tekende Lazić een verbintenis voor een half jaar bij Olympiakos Piraeus, met een optie voor nog twee seizoenen. Wegens een blessure was hij in die tijd niet in staat te debuteren voor de club. Lazić maakte op 3 juli 2014 bekend dat hij zijn contract niet verlengde wegens heimwee.

### PEC Zwolle
Nadat Lazić het met FC Utrecht niet eens werd over een contract, mocht hij meetrainen bij Hull City. Tijdens zijn eerste (proef)training raakte hij geblesseerd aan zijn lies. Lazić trainde in de voorbereiding op het seizoen 2015/16 mee bij PEC Zwolle. Hier raakte de technische staf zodanig overtuigd van hem dat hij in augustus 2015 een contract tot medio 2016 kreeg. Op 15 augustus 2015 maakte hij zijn Eredivisie debuut voor PEC Zwolle in de uitswedstrijd tegen De Graafschap die met 3-0 werd gewonnen. Hij kwam na ruim een uur spelen in het veld voor Queensy Menig. Lazic kon bij Zwolle echter niet overtuigen. Hij kwam in de eerste seizoenshelft slechts vijf wedstrijden in actie waarin hij totaal 64 minuten speelde.
Eind januari 2016 besloot Zwolle hem te verhuren aan VVV-Venlo. Op 29 januari 2016 maakte hij zijn debuut voor VVV, tijdens een met 3-0 gewonnen duel in de Eerste divisie thuis tegen FC Volendam. Lazić verving Vito van Crooij na 82 minuten spelen. Nog geen maand later keerde de aanvaller alweer terug naar Zwolle, omdat hij ook in Venlo amper speelminuten kreeg.

### FC Oss
Lazić tekende in juni 2016 een contract tot medio 2017 bij FC Oss, dat hem transfervrij overnam van PEC Zwolle. In zijn verbintenis werd een optie voor nog een seizoen opgenomen. Op 5 augustus 2016 maakte Lazić zijn officiële debuut voor FC Oss in een uitwedstrijd tegen FC Dordrecht. Lazić was in de 37e minuut verantwoordelijk voor de 1-1 wat tevens de eindstand was. Medio 2017 liep zijn contract af.
Na een lange onderbreking als gevolg van de revalidatie van een knieblessure keerde Lazić via een satellietclub van Partizan Belgrado in februari 2022 op de Nederlandse velden terug. Hij sloot aan bij derdedivisionist BVV Barendrecht. Een half jaar later keerde hij terug op het oude nest bij Rohda '76. In 2024 vroeg hij samen met twee ploeggenoten, onder wie Kenny van der Weg, overschrijving aan naar VV Moerkapelle.

## Interlandcarrière

### Jeugdelftallen
Lazić begon zijn loopbaan als jeugdinternational in 2008 bij Nederland onder 15 jaar. In zijn tweede, en tevens laatste, wedstrijd bij dit team was hij trefzeker. Ook kwam hij nog in actie voor Nederland onder 17 jaar.
| Jeugdinterlands van Boban Lazić | Jeugdinterlands van Boban Lazić | Jeugdinterlands van Boban Lazić | Jeugdinterlands van Boban Lazić | Jeugdinterlands van Boban Lazić | Jeugdinterlands van Boban Lazić |
| Team (№ interlands)             | Datum                           | Wedstrijd                       | Uitslag                         | Soort Wedstrijd                 | Doelpunten                      |
| Als speler bij Ajax             | Als speler bij Ajax             | Als speler bij Ajax             | Als speler bij Ajax             | Als speler bij Ajax             | Als speler bij Ajax             |
| ------------------------------- | ------------------------------- | ------------------------------- | ------------------------------- | ------------------------------- | ------------------------------- |
| Onder 15 (1.)                   | 9 december 2008                 | Slowakije - Nederland           | 0 - 1                           | Vriendschappelijk               |                                 |
| Onder 15 (2.)                   | 11 december 2008                | Slowakije - Nederland           | 1 - 1                           | Vriendschappelijk               | 72'                             |
| Onder 15 (3.)                   | 21 april 2009                   | Nederland - Ierland             | 2 - 1                           | Vriendschappelijk               |                                 |
| Onder 15 (4.)                   | 23 april 2009                   | Nederland - Ierland             | 3 - 1                           | Vriendschappelijk               |                                 |
| Onder 17 (1.)                   | 21 oktober 2010                 | Nederland - Letland             | 0 - 1                           | Kwalificatie EK 2011            |                                 |
| Onder 17 (2.)                   | 23 oktober 2010                 | San Marino - Nederland          | 1 - 1                           | Kwalificatie EK 2011            |                                 |

### Bosnië en Herzegovina
Begin 2014 keurde de FIFA zijn nationaliteitswisseling goed, waardoor Lazić speelgerechtigd werd voor Bosnië en Herzegovina.

## Carrièrestatistieken

### Beloften
| Seizoen | Club      |                    | Competitie     | Competitie | Competitie |
| Seizoen | Club      | Wed.               | Competitie     | Dlp.       |            |
| ------- | --------- | ------------------ | -------------- | ---------- | ---------- |
| 2013/14 | Jong Ajax | Vlag van Nederland | Eerste divisie | 10         | 1          |
| Totaal  | Totaal    | Totaal             | Totaal         | 10         | 1          |

### Senioren
| Seizoen         | Club               |                    | Competitie      | Competitie | Competitie | Beker | Beker | Internationaal | Internationaal | Overig | Overig | Totaal | Totaal |
| Seizoen         | Club               | Wed.               | Competitie      | Dlp.       | Wed.       | Dlp.  | Wed.  | Dlp.           | Wed.           | Dlp.   | Wed.   | Dlp.   |        |
| --------------- | ------------------ | ------------------ | --------------- | ---------- | ---------- | ----- | ----- | -------------- | -------------- | ------ | ------ | ------ | ------ |
| 2015/16         | PEC Zwolle         | Vlag van Nederland | Eredivisie      | 5          | 0          | 0     | 0     | —              | —              | —      | —      | 5      | 0      |
| Club totaal     | Club totaal        | Club totaal        | Club totaal     | 5          | 0          | 0     | 0     | 0              | 0              | 0      | 0      | 5      | 0      |
| 2015/16         | → VVV-Venlo (huur) | Vlag van Nederland | Eerste divisie  | 2          | 0          | 0     | 0     | —              | —              | —      | —      | 2      | 0      |
| Club totaal     | Club totaal        | Club totaal        | Club totaal     | 2          | 0          | 0     | 0     | 0              | 0              | 0      | 0      | 2      | 0      |
| 2016/17         | FC Oss             | Vlag van Nederland | Eerste divisie  | 32         | 4          | 1     | 0     | —              | —              | —      | —      | 33     | 4      |
| Club totaal     | Club totaal        | Club totaal        | Club totaal     | 32         | 4          | 1     | 0     | 0              | 0              | 0      | 0      | 33     | 4      |
| Totaal senioren | Totaal senioren    | Totaal senioren    | Totaal senioren | 39         | 4          | 1     | 0     | 0              | 0              | 0      | 0      | 40     | 4      |
| Carrière totaal | Carrière totaal    | Carrière totaal    | Carrière totaal | 49         | 5          | 1     | 0     | 0              | 0              | 0      | 0      | 50     | 5      |

## Trivia
Lazić heeft ook een neef in het betaalde voetbal, Vlatko Lazić.